# Museo de la Historia de la Medicina Peruana (Universidad Nacional Mayor de San Marcos)
El Museo de la Historia de la Medicina Peruana de la Universidad Nacional Mayor de San Marcos es la institución encargada de preservar el acervo médico, histórico, bibliográfico y documental de los orígenes de la medicina moderna en el Perú y de la de la Facultad de Medicina de la Universidad Nacional Mayor de San Marcos. Entre los objetos y documentos que preserva destacan: el instrumental médico histórico; las actas de los consejos de Facultad y expedientes de graduación; el archivo de Hipólito Unanue; el archivo de Daniel Alcides Carrión formado por su epistolario familiar y publicaciones sobre la verruga; acuarelas y manuscritos de Antonio Raimondi; cuadros de sanmarquinos y sanfernandinos destacados; volúmenes antiguos de las revistas centenarias: The Lancet, JAMA, entre otras; colección de tesis de bachiller y de doctor en medicina de 1856 a 1978; obras desde el siglo XVI de autores clásicos; material fílmico, y otros.